# Boeromedusidae
Boeromedusidae is een familie van neteldieren uit de klasse van de Hydrozoa (hydroïdpoliepen).

## Geslacht
- Boeromedusa Bouillon, 1995